# WWE United States Championship
Die WWE United States Championship (zu deutsch WWE Meisterschaft der Vereinigten Staaten) ist ein Wrestling-Titel der US-amerikanischen Promotion World Wrestling Entertainment (WWE). Er ist neben der WWE Intercontinental Championship einer von zwei sekundären Titeln im WWE-Hauptkader und wird bei SmackDown verteidigt. Der aktuelle Titelträger in seiner ersten Regentschaft ist Solo Sikoa.
Die Meisterschaft wurde am 1. Januar 1975 als Mid-Atlantic Version des NWA United States Heavyweight Championships eingeführt. Der Titel wurde bei Jim Crockett Promotions verteidigt und wechselte später zu World Championship Wrestling. Harley Race war der erste Titelträger. Nachdem WCW 2001 von der World Wrestling Federation gekauft worden war, wurde die damalige WCW United States Championship in der WWF verteidigt, bis sie bei Survivor Series im gleichen Jahr mit der Intercontinental Championship vereint wurde. Nach der Brand-Split im Jahr 2002 und der Umbenennung der Promotion in WWE wurde die Meisterschaft im Juli 2003 als Sekundärtitel für SmackDown als WWE United States Championship reaktiviert. Die United States Championship hat im Laufe der Jahre zwischen den Brands gewechselt, normalerweise als Ergebnis des Draft.
Von den derzeit aktiven Meisterschaften in der WWE ist die United States Championship die einzige, die nicht aus der Promotion hervorgegangen ist. Es ist der zweitälteste aktive Titel im Unternehmen nach der WWE Championship (1963).

## Geschichte

### Mid-Atlantic Championship Wrestling (1975–1988)

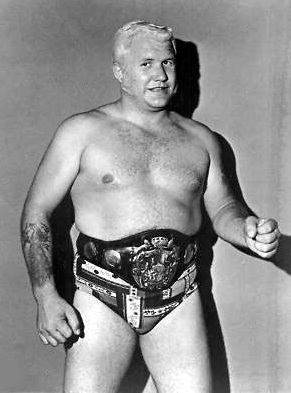
Der erste Titelträger Harley Race

Am 1. Januar 1975 wurde die United States Championship von Mid-Atlantic Championship Wrestling (MACW) als regionale Meisterschaft, mit dem Namen NWA United States Heavyweight Championship, eingeführt. Über mehrere Jahre haben mehrerer Territorien der National Wrestling Alliance (NWA) eine eigene United States Championship geführt. Dies war laut der Satzung der NWA zulässig. Harley Race besiegte Johnny in einem Turnierfinale und wurde somit der erste Titelträger. Der Titel löste schnell die NWA Mid-Atlantic Heavyweight Championship als höchsten Einzeltitel der Promotion ab. Während die NWA nur einen NWA World Heavyweight Champion anerkannte, gab es keinen unangefochtenen NWA United States Heavyweight Champion, da mehrere regionale NWA-Promotionen ihre eigene Version des Titels und Champions anerkannten. Das änderte sich jedoch im Januar 1981. Das in San Francisco ansässige NWA-Territorium Big Time Wrestling, war neben der MACW, die letzte verbliebene Promotion die ihren eigenen United States Champion anerkannte. Im Januar 1981 löste sich die Promotion auf, so dass die Mid-Atlantic-Version des Titels zur Undisputed United States Championship wurde. Der Titel blieb die wichtigste Meisterschaft in der MACW, bis Jim Crockett Jr. im Jahr 1986 die Kontrolle über die NWA World Heavyweight Championship erlangte. Anschließend wurde die United States Championship zum Sekundärtitel degradiert.

### World Championship Wrestling (1988–2001)
Im November 1988 kaufte Ted Turner das Unternehmen Jim Crockett Promotions und benannte es in World Championship Wrestling (WCW) um. Der NWA United States Heavyweight Championship wurde auch in der WCW weiterhin verteidigt und als zweitrangig gegenüber NWA World Heavyweight Championship angesehen. Die WCW begann sich von der NWA zu lösen, was sich darin zeigte, dass das Unternehmen im Januar 1991 den Namen des Titels in WCW United States Heavyweight Championship änderte.
Am 6. April 1991 in der Folge von WCW Saturday Night zerstörte Nikita Koloff den klassischen 1980er-Jahre-Gürtel während eines Post-Match-Brawls mit den Titelträger Lex Luger. Koloff, der behauptete, der wahre Champion zu sein, schlug den Meisterschaftsgürtel wiederholt gegen einen Ringpfosten. Luger erschien später ohne physischen Gürtel und war später der erste, der den neuen Gürtel trug, der bis zur Schließung der WCW im März 2001 die Meisterschaft repräsentierte. Im Jahr 2000 gewann Lance Storm den Titel und benannte ihn inoffiziell in Canadian Heavyweight Championship um, mit einem großen kanadischen Flaggenaufklebern, der die Frontplatten des Gürtels bedeckten.

### World Wrestling Federation/Entertainment (seit 2001)
Im März 2001 kaufte die World Wrestling Federation (WWF) die Konkurrenzliga WCW. Die WWF startete daraufhin eine Storyline, nach der WCW-Wrestler eine Invasion der WWF unternahmen und sich mit ehemaligen ECW-Wrestlern zu einer Allianz verbanden. Diese Storyline endete mit einem Sieg der WWF über die WCW/ECW-Allianz. Der Titel wurde deaktiviert, nachdem er bei der Survivor Series mit der WWF Intercontinental Championship vereint wurde, als der US-Champion Edge den Intercontinental-Champion Test besiegte und der neue Intercontinental Champion wurde.
Nach dem Ende der Invasions-Storyline verteilte die Promotion, die in World Wrestling Entertainment (WWE) umbenannt wurde, die nach dem Kauf der WCW große Anzahl an Wrestlern, auf zwei Roster auf. Die Wrestler traten jeweils bei Raw oder SmackDown auf. Am 27. Juli 2003, ein Jahr nach Inkrafttreten des ersten Brand-Splits, wurde der Titel als WWE United States Championship von SmackDown General Manager Stephanie McMahon mit einem völlig neuen Gürteldesign reaktiviert. Dies geschah kurz nach der Reaktivierung der Intercontinental Championship bei Raw, wodurch der US-Titel zum gleichwertigen Gegenstück wurde. Eddie Guerrero wurde der erste Champion nach der Reaktivierung, indem er bei Vengeance im Turnierfinale Chris Benoit besiegte. Der Titel ist seither einer der beiden Midcard-Titel ohne Gewichtslimit in der WWE und der einzige WCW-Titel der noch aktiv ist. In der Folgezeit wechselte der Titel mehrfach zwischen SmackDown, Raw und ECW.

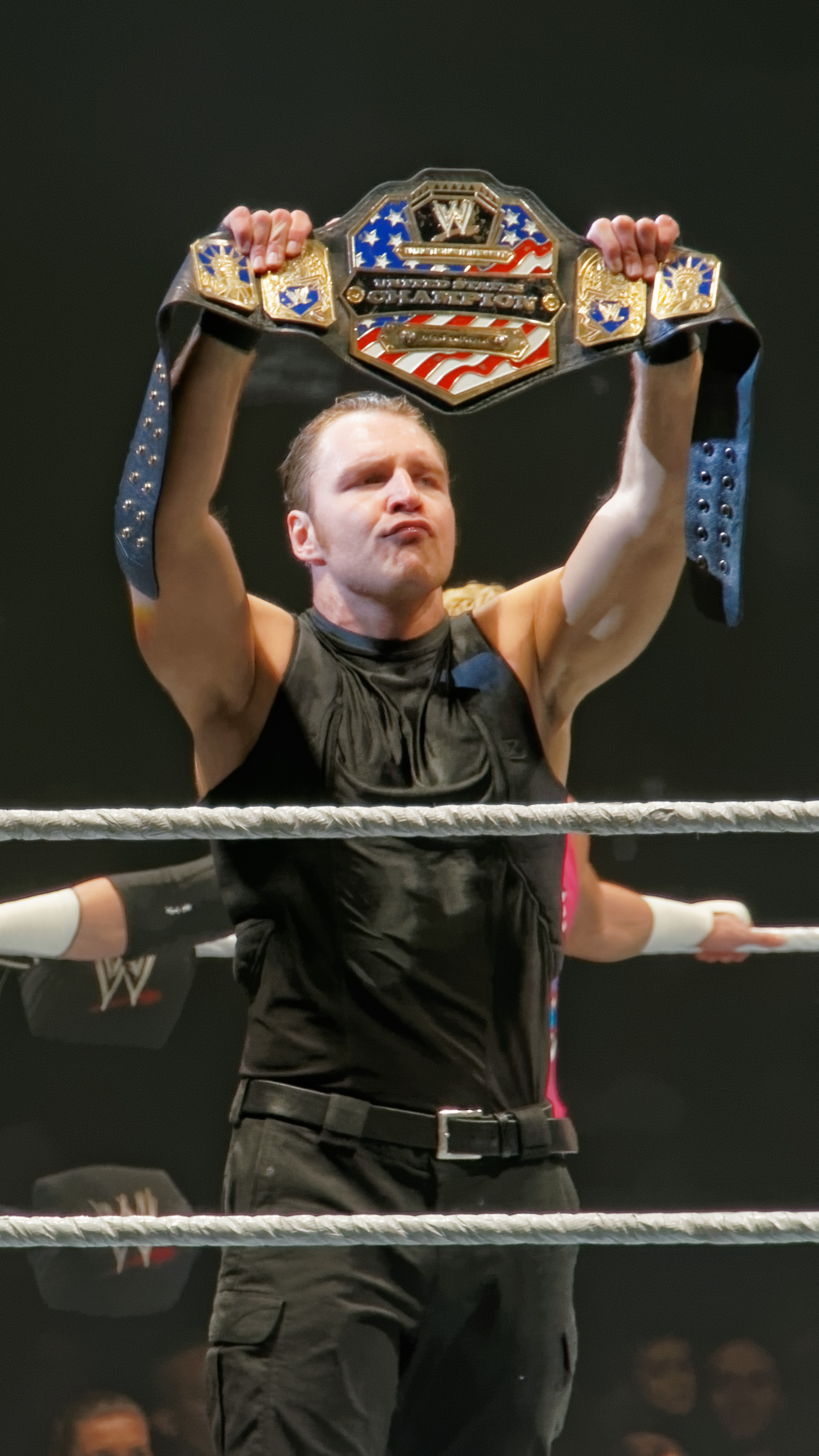
Dean Ambrose hält den WWE Rekord für die längste Regentschaft mit 351 Tagen.

Der erste Brand-Split endete am 29. August 2011 und ermöglichte die Verteidigung der United States Championship, sowie aller anderen Titel, sowohl bei Raw als auch bei SmackDown. Im August 2014 erhielt der United States Championship-Gürtel zusammen mit allen anderen bereits existierenden Championship-Gürteln der WWE zu diesem Zeitpunkt ein kleines Update, bei dem das langjährige Scratch-Logo durch das aktuelle WWE-Logo ersetzt wurde, das ursprünglich für das WWE Network verwendet wurde. Abgesehen von der Logo-Aktualisierung behielt der US-Titel von 2003 bis 2023 das gleiche Design. Im August 2015 traf der United States Champion John Cena beim SummerSlam auf den WWE World Heavyweight Champion Seth Rollins in einem Winner-Takes-All-Match, das Rollins schließlich gewann. Rollins war der erste Wrestler, der gleichzeitig die WWE World Heavyweight und die United States Championship hielt. Rollins hielt beide Titel, bis Cena Rollins im folgenden Monat in seinem Rückkampf um den Titel bei Night of Champions besiegte.
Im Juli 2016 führte die WWE den Brand-Split wieder ein. Während des Drafts wurde US-Champion Rusev zu Raw gedraftet. Tage später verteidigte er den Titel erfolgreich gegen den SmackDown-Wrestler Zack Ryder bei Battleground und der Titel blieb exklusiv bei Raw. Am 11. April 2017 wechselte der US-Champion Kevin Owens zusammen mit dem Titel aufgrund des diesjährigen Superstar-Shake-Up zu SmackDown. Am 30. April bei Payback vereidigte Owens den Titel gegen Chris Jericho. Jericho besiegte Owens und wechselte zu SmackDown. Während des Superstar-Shake-Up 2018 kehrte der Titel kurzzeitig zu Raw zurück, als US-Champion Jinder Mahal zu Raw gedraftet wurde. Raw-Wrestler Jeff Hardy besiegte Mahal um den Titel und wurde am nächsten Abend zu SmackDown gedraftet. Die Meisterschaft kehrte 2019 endgültig zu Raw zurück, als der amtierende Champion Samoa Joe während des Superstar-Shake-Ups zu Raw gedraftet wurde.
In der Raw-Folge vom 6. Juli 2020 stellte MVP nach 17 Jahren seit der Reaktivierung des Titels ein völlig neues Gürteldesign für die United States Championship vor. Der Gürtel verfügt jetzt nur noch über drei Platten. Die Mittelplatte ist ein umgedrehtes Siebeneck. Der obere Teil der Mittelplatte zeigt das WWE-Logo, flankiert von weißen Sternen auf goldenem Hintergrund. Darunter steht „UNITED STATES“ in Rot und „CHAMPION“ darunter in Blau. Acht Sterne trennen die beiden. Unterhalb des Wortes „Champion“ ist ein Adler zu sehen, dessen Flügel über der Platte ausgebreitet sind und unter dessen Flügeln sich die roten und weißen Streifen der amerikanischen Flagge befinden. Passend zu den meisten anderen WWE-Meisterschaftsgürteln verfügt der Gürtel über zwei Seitenplatten mit einem abnehmbaren Mittelteil, der mit den Logos des Champions individuell gestaltet werden kann. Die standardmäßigen Seitenplatten bestehen aus dem WWE-Logo über einem Globus. In der Raw-Folge vom 7. November löste Theory erfolglos seinen Money-In-The-Bank-Vertrag gegen Seth Rollins für die United States Championship ein. Theory war der erste Wrestler der seinen Vertrag für einen Midcard-Titel und nicht für einen der beiden Weltschwergewichts-Titel einlöste.

## Regentschaften

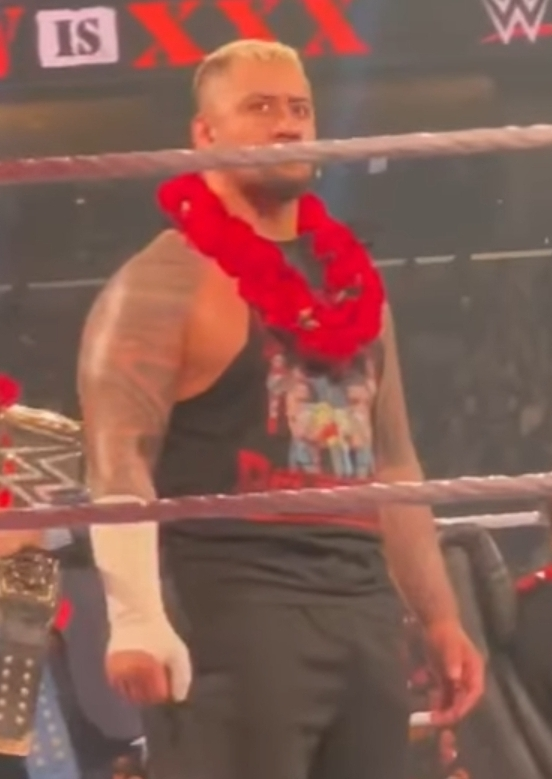
Der aktuelle Titelträger Solo Sikoa

Der erste Champion war Harley Race. Es gab 102 verschiedene Champions, wobei Ric Flair mit sechs die meisten Regentschaften hatte. Der am längsten amtierende Champion ist Lex Luger, der den Titel vom 22. Mai 1989 bis zum 27. Oktober 1990 523 Tage lang hielt. Steve Austins zweite Regentschaft war die kürzeste und dauerte etwa fünf Minuten. Dean Ambrose ist mit 351 Tagen (vom 19. Mai 2013 bis zum 5. Mai 2014) der am längsten amtierende Champion unter dem WWE-Banner. Booker T und Seth Rollins sind die einzigen beiden Wrestler, die sowohl die US-Schwergewichtstitel als auch einen Welt-Schwergewichtstitel gleichzeitig gewonnen haben; Im Fall von Booker T war es die WCW World Heavyweight Championship, während Rollins die WWE World Heavyweight Championship errungen hatte. Sowohl Lex Luger als auch Goldberg waren US-Schwergewichtschampions, als sie ihren ersten Welt-Schwergewichtstitel gewannen, aber im Gegensatz zu Booker T und Rollins gaben sie die US-Meisterschaft auf, nachdem sie ihre Weltmeisterschaft gewonnen hatten. Terry Funk ist der älteste Champion in der Geschichte des Titels und gewann den Titel am 22. September 2000 im Alter von 56 Jahren, während David Flair am 5. Juli 1999 im Alter von 20 Jahren der jüngste Champion ist. Zwischen NWA, WCW und WWE wurde der Titel 21 Mal für vakant erklärt.
Solo Sikoa ist seit dem 29. Juni 2025 der neue Champion. Er besiegte den vorherigen Champion Jacob Fatu bei Night of Champions in Riad, Saudi-Arabien.

### Liste der Titelträger
| #   | Titelträger              | Nr. | Tage | Datum              | Ort                      | Veranstaltung                  | Anmerkung |
| --- | ------------------------ | --- | ---- | ------------------ | ------------------------ | ------------------------------ | --- |
| 1   | Harley Race              | 1   | 183  | 1. Januar 1975     | Tallahassee, FL          | —                              | Besiegte Johnny Weaver in einem Turnierfinale und wurde der erste NWA United States Heavyweight Champion für Mid-Atlantic Championship Wrestling. |
| 2   | Johnny Valentine         | 1   | 93   | 3. Juli 1975       | Greensboro, NC           | Houseshow                      | |
| —   | Titel vakant             | —   | 36   | 4. Oktober 1975    | —                        | —                              | Vakant, nachdem Valentine nach einem Flugzeugabsturz seine Karriere beenden musste. |
| 3   | Terry Funk               | 1   | 18   | 9. November 1975   | Greensboro, NC           | Houseshow                      | Besiegte Paul Jones in einem Turnierfinale um den vakanten Titel. |
| 4   | Paul Jones               | 1   | 107  | 27. November 1975  | Greensboro, NC           | Houseshow                      | |
| 5   | Blackjack Mulligan       | 1   | 217  | 13. März 1976      | Greensboro, NC           | Houseshow                      | |
| 6   | Paul Jones               | 2   | 43   | 16. Oktober 1976   | Greensboro, NC           | Houseshow                      | |
| 7   | Blackjack Mulligan       | 2   | 204  | 15. Dezember 1976  | Greensboro, NC           | Houseshow                      | |
| 8   | Bobo Brazil              | 1   | 22   | 7. Juli 1977       | Norfolk, VA              | Houseshow                      | |
| 9   | Ric Flair                | 1   | 86   | 29. Juli 1977      | Norfolk, VA              | Houseshow                      | |
| 10  | Ricky Steamboat          | 1   | 70   | 23. Oktober 1977   | Greensboro, NC           | Houseshow                      | |
| 11  | Blackjack Mulligan       | 3   | 077  | 1. Januar 1978     | Greensboro, NC           | Houseshow                      | |
| 12  | Mr. Wrestling            | 1   | 21   | 19. März 1978      | Greensboro, NC           | Houseshow                      | |
| 13  | Ric Flair                | 2   | 253  | 9. April 1978      | Greensboro, NC           | Houseshow                      | |
| 14  | Ricky Steamboat          | 2   | 104  | 18. Dezember 1978  | Toronto, ON              | Houseshow                      | |
| 15  | Ric Flair                | 3   | 133  | 1. April 1979      | Greensboro, NC           | Houseshow                      | |
| —   | Titel vakant             | —   | 20   | 12. August 1979    | —                        | —                              | Vakant, nachdem Ric Flair die NWA World Tag Team Championship gewonnen hatte. |
| 16  | Jimmy Snuka              | 1   | 231  | 1. September 1979  | Charlotte, NC            | Houseshow                      | Besiegte Ricky Steamboat in einem Turnierfinale um den vakanten Titel. |
| 17  | Ric Flair                | 4   | 98   | 19. April 1980     | Greensboro, NC           | Houseshow                      | |
| 18  | Roddy Piper              | 1   | 193  | 27. Januar 1981    | Raleigh, NC              | Houseshow                      | Im Januar 1981 wurde der Titel zum Undisputed NWA United States Heavyweight Championship, nachdem NWA San Francisco, die letzte Promotion, mit einem eigenen NWA United States Heavyweight Championship, auflöst wurde.                                                                                                |
| 19  | Wahoo McDaniel           | 1   | 24   | 8. August 1981     | Greensboro, NC           | Houseshow                      | |
| —   | Titel vakant             | —   | 33   | 1. September 1981  | —                        | —                              | Vakant, nachdem McDaniel von Abdullah the Butcher in der Storyline verletzt worden war. |
| 20  | Sgt. Slaughter           | 1   | 229  | 4. Oktober 1981    | Charlotte, NC            | Houseshow                      | Besiegte Ricky Steamboat in einem Turnierfinale um den vakanten Titel. |
| 21  | Wahoo McDaniel           | 2   | 17   | 21. Mai 1982       | Richmond, VA             | Houseshow                      | |
| 22  | Sgt. Slaughter           | 2   | 76   | 7. Juni 1982       | Greenville, SC           | Houseshow                      | Sgt. Slaughter wurde der Titel zuerkannt, weil Wahoo McDaniel von Roddy Piper und Don Muraco in der Storyline verletzt worden war. |
| 23  | Wahoo McDaniel           | 3   | 74   | 22. August 1982    | Charlotte, NC            | Houseshow                      | |
| 24  | Greg Valentine           | 1   | 163  | 4. November 1982   | Norfolk, VA              | Houseshow                      | |
| 25  | Roddy Piper              | 2   | 14   | 16. April 1983     | Greensboro, NC           | Houseshow                      | |
| 26  | Greg Valentine           | 2   | 228  | 30. April 1983     | Greensboro, NC           | Houseshow                      | Der Referee brach das Titelmatch zu Gunsten Valentines ab, nachdem Roddy Piper einen Cut über seinem linken Ohr erlitten hatte. |
| 27  | Dick Slater              | 1   | 129  | 14. Dezember 1983  | Shelby, NC               | Houseshow                      | |
| 28  | Ricky Steamboat          | 3   | 64   | 21. April 1984     | Greensboro, NC           | Houseshow                      | |
| 29  | Wahoo McDaniel           | 4   | 7    | 24. Juni 1984      | Greensboro, NC           | Houseshow                      | |
| —   | Titel vakant             | —   | 98   | 1. Juli 1984       | —                        | —                              | Vakant, weil Tully Blanchard in McDaniels Titelgewinn eingegriffen hatte. |
| 30  | Wahoo McDaniel           | 5   | 167  | 7. Oktober 1984    | Charlotte, NC            | Houseshow                      | Besiegte Manny Fernandez in einem Turnierfinale um den vakanten Titel. |
| 31  | Magnum T.A.              | 1   | 120  | 23. März 1985      | Charlotte, NC            | Houseshow                      | |
| 32  | Tully Blanchard          | 1   | 130  | 21. Juli 1985      | Charlotte, NC            | Houseshow                      | |
| 33  | Magnum T.A.              | 2   | 182  | 28. November 1985  | Greensboro, NC           | Starrcade (1985)               | Dies war ein „I Quit“ Steel Cage Match. |
| —   | Titel vakant             | —   | 80   | 29. Mai 1986       | —                        | —                              | Vakant, nachdem Magnum T.A. in der Storyline NWA-Präsident Bob Geigel attackiert hatte. |
| 34  | Nikita Koloff            | 1   | 328  | 17. August 1986    | Charlotte, NC            | Houseshow                      | Besiegte Magnum T.A. in einer „Best-of-Seven“-Serie (laut Darstellung der WWE war es hingegen der Sieg in einem Turnierfinale). Nach seinem Sieg gegen Wahoo McDaniel, Träger der NWA National Heavyweight Championship, am 28. September 1986 vereinigte Koloff beide Titel.                                          |
| 35  | Lex Luger                | 1   | 138  | 11. Juli 1987      | Greensboro, NC           | Houseshow                      | |
| 36  | Dusty Rhodes             | 1   | 141  | 26. November 1987  | Chicago, IL              | Starrcade (1987)               | Dies war ein Steel Cage Match. |
| —   | Titel vakant             | —   | 28   | 15. April 1988     | N/A                      | N/A                            | Vakant, nachdem Dusty Rhodes in der Storyline Jim Crockett attackiert hatte. |
| 37  | Barry Windham            | 1   | 283  | 13. Mai 1988       | Houston, TX              | Houseshow                      | Besiegte Nikita Koloff in einem Turnierfinale um den vakanten Titel. |
| 38  | Lex Luger                | 2   | 76   | 20. Februar 1989   | Chicago, IL              | Chi-Town Rumble                | |
| 39  | Michael Hayes            | 1   | 15   | 7. Mai 1989        | Nashville, TN            | WrestleWar (1989)              | |
| 40  | Lex Luger                | 3   | 523  | 22. Mai 1989       | Bluefield, WV            | Houseshow                      | Dies ist die längste Regentschaft der Historie. |
| 41  | Stan Hansen              | 1   | 50   | 27. Oktober 1990   | Chicago, IL              | Halloween Havoc (1990)         | |
| 42  | Lex Luger                | 4   | 210  | 16. Dezember 1990  | St. Louis, MO            | Starrcade (1990)               | Dies war ein Texas Bullrope Match. Während dieser Regentschaft trennte sich World Championship Wrestling (WCW) von der National Wrestling Alliance (NWA) und der Titel wurde in WCW United States Heavyweight Championship umbenannt.                                                                                  |
| —   | Titel vakant             | —   | 42   | 14. Juli 1991      | Baltimore, MD            | The Great American Bash (1991) | Vakant, nachdem Lex Luger WCW World Heavyweight Champion geworden war. |
| 43  | Sting                    | 1   | 86   | 25. August 1991    | Atlanta, GA              | Houseshow                      | |
| 44  | Rick Rude                | 1   | 378  | 19. November 1991  | Savannah, GA             | Clash of the Champions XVII    | |
| —   | Titel vakant             | —   | 41   | 1. Dezember 1992   | —                        | —                              | Vakant, weil Rick Rude den Titel aufgrund einer Verletzung nicht mehr verteidigen konnte. |
| 45  | Dustin Rhodes            | 1   | 110  | 11. Januar 1993    | Atlanta, GA              | Saturday Night                 | Besiegte Ricky Steamboat in einem Titelmatch, das ursprünglich den Top-Herausforderer auf den Titel ermitteln sollte; dies wurde nach der Verletzung von Rick Rude geändert. Ausgestrahlt am 16. Januar 1993. |
| —   | Titel vakant             | —   | 121  | 1. Mai 1993        | —                        | —                              | Vakant, nachdem eine Titelverteidigung gegen Rick Rude in einem Doppel-K.O. geendet war. |
| 46  | Dustin Rhodes            | 2   | 119  | 30. August 1993    | Atlanta, GA              | Houseshow                      | Besiegte Rick Rude in einem Rückkampf. Nach der Trennung der WCW von der NWA im September 1993 führte die NWA weiterhin einen gleichnamigen Titel, aber Dustin Rhodes blieb der von WCW anerkannte Champion. |
| 47  | Steve Austin             | 1   | 240  | 27. Dezember 1993  | Charlotte, NC            | Starrcade (1993)               | Dies war ein Two out of Three Falls Match, welches Austin 2:0 gewann. |
| 48  | Ricky Steamboat          | 4   | 25   | 24. August 1994    | Cedar Rapids, IA         | Clash of the Champions XXVIII  | |
| 49  | Steve Austin             | 2   | <1   | 18. September 1994 | Roanoke, VA              | Fall Brawl (1994)              | Steve Austin wurde der Titel zuerkannt, weil Ricky Steamboat eine Verletzung erlitten hatte. |
| 50  | Jim Duggan               | 1   | 100  | 18. September 1994 | Roanoke, VA              | Fall Brawl (1994)              | |
| 51  | Big Van Vader            | 1   | 117  | 27. Dezember 1994  | Nashville, TN            | Starrcade (1994)               | |
| —   | Titel vakant             | —   | 56   | 23. April 1995     | —                        | —                              | Wurde von WCW-Kommissar Nick Bockwinkel nach mehreren gewaltsamen Angriffen von Big Van Vader für vakant erklärt. |
| 52  | Sting                    | 2   | 148  | 18. Juni 1995      | Dayton, OH               | The Great American Bash (1995) | Besiegte Meng in einem Turnierfinale um den vakanten Titel. |
| 53  | Kensuke Sasaki           | 1   | 44   | 13. November 1995  | Tokio, JPN               | Houseshow                      | Gewann den Titel bei einer Veranstaltung von New Japan Pro-Wrestling, der erste Titelwechsel außerhalb der USA. |
| 54  | One Man Gang             | 1   | 33   | 27. Dezember 1995  | Nashville, TN            | Starrcade (1995)               | |
| 55  | Konnan                   | 1   | 160  | 29. Januar 1996    | Canton, OH               | Houseshow                      | |
| 56  | Ric Flair                | 5   | 56   | 7. Juli 1996       | Daytona Beach, FL        | Bash at the Beach (1996)       | |
| —   | Titel vakant             | —   | 109  | 1. September 1996  | —                        | —                              | Vakant, nachdem Flair einer Schulterverletzung erlitten hatte. |
| 57  | Eddie Guerrero           | 1   | 77   | 19. Dezember 1996  | Nashville, TN            | Starrcade (1996)               | Besiegte Diamond Dallas Page in einem Turnierfinale um den vakanten Titel. |
| 58  | Dean Malenko             | 1   | 85   | 16. März 1997      | North Charleston, SC     | Uncensored (1997)              | |
| 59  | Jeff Jarrett             | 1   | 73   | 9. Juni 1997       | Boston, MA               | Monday Nitro                   | |
| 60  | Steve McMichael          | 1   | 25   | 21. August 1997    | Nashville, TN            | Clash of the Champions XXXV    | |
| 61  | Curt Hennig              | 1   | 104  | 15. September 1997 | Charlotte, NC            | Monday Nitro                   | |
| 62  | Diamond Dallas Page      | 1   | 112  | 28. Dezember 1997  | Washington, D.C.         | Starrcade (1997)               | |
| 63  | Raven                    | 1   | 1    | 19. April 1998     | Denver, CO               | Spring Stampede (1998)         | |
| 64  | Goldberg                 | 1   | 77   | 20. April 1998     | Colorado Springs, CO     | Monday Nitro                   | |
| —   | Titel vakant             | —   | 14   | 6. Juli 1998       | Atlanta, GA              | Monday Nitro                   | Vakant, nachdem Goldberg WCW World Heavyweight Champion geworden war. |
| 65  | Bret Hart                | 1   | 21   | 20. Juli 1998      | Salt Lake City, UT       | Monday Nitro                   | Besiegte Diamond Dallas Page in einem Match um den vakanten Titel. |
| 66  | Lex Luger                | 5   | 1    | 10. August 1998    | Rapid City, SD           | Monday Nitro                   | |
| 67  | Bret Hart                | 2   | 76   | 11. August 1998    | Fargo, ND                | Thunder                        | Ausgestrahlt am 13. August 1998. |
| 68  | Diamond Dallas Page      | 2   | 35   | 26. Oktober 1998   | Phoenix, AZ              | Monday Nitro                   | |
| 69  | Bret Hart                | 3   | 70   | 30. November 1998  | Chattanooga, TN          | Monday Nitro                   | |
| 70  | Roddy Piper              | 3   | 13   | 8. Februar 1999    | Buffalo, NY              | Monday Nitro                   | |
| 71  | Scott Hall               | 1   | 23   | 21. Februar 1999   | Oakland, CA              | SuperBrawl IX                  | |
| —   | Titel vakant             | —   | 26   | 16. März 1999      | N/A                      | Thunder                        | Vakant, weil Hall ihn aufgrund einer Verletzung nicht mehr verteidigen konnte. Ausgestrahlt am 18. März 1999. |
| 72  | Scott Steiner            | 1   | 85   | 11. April 1999     | Tacoma, WA               | Spring Stampede (1999)         | Besiegte Booker T in einem Turnierfinale um den vakanten Titel. |
| —   | Titel vakant             | —   | <1   | 5. Juli 1999       | Atlanta, GA              | Monday Nitro                   | Der Titel wurde Scott Steiner von WCW-Präsident Ric Flair aberkannt. |
| 73  | David Flair              | 1   | 35   | 5. Juli 1999       | Atlanta, GA              | Monday Nitro                   | Der Titel wurde David Flair von seinem Vater zuerkannt. |
| 74  | Chris Benoit             | 1   | 34   | 9. August 1999     | Boise, ID                | Monday Nitro                   | |
| 75  | Sid Vicious              | 1   | 42   | 12. September 1999 | Winston-Salem, NC        | Fall Brawl (1999)              | |
| 76  | Goldberg                 | 2   | 1    | 24. Oktober 1999   | Las Vegas, NV            | Halloween Havoc (1999)         | Gewann den Titel, weil der Referee das Match wegen einer stark blutenden Wunde von Sid Vicious abbrach. |
| 77  | Bret Hart                | 4   | 14   | 25. Oktober 1999   | Phoenix, AZ              | Monday Nitro                   | |
| 78  | Scott Hall               | 2   | 41   | 8. November 1999   | Indianapolis, IN         | Monday Nitro                   | Dies war ein Fatal Four Way Ladder Match an dem auch Sid Vicious und Goldberg beteiligt waren. |
| 79  | Chris Benoit             | 2   | 1    | 19. Dezember 1999  | Washington, D.C.         | Starrcade (1999)               | Chris Benoit wurde der Titel zuerkannt, weil Scott Hall ihn aufgrund einer Knieverletzung nicht mehr verteidigen konnte. |
| 80  | Jeff Jarrett             | 2   | 27   | 20. Dezember 1999  | Baltimore, MD            | Monday Nitro                   | Dies war ein Ladder Match. |
| —   | Titel vakant             | —   | 1    | 16. Januar 2000    | Cincinnati, OH           | Souled Out (2000)              | Vakant, nachdem Jarrett eine Verletzung erlitten hatte. |
| 81  | Jeff Jarrett             | 3   | 84   | 17. Januar 2000    | Columbus, OH             | Monday Nitro                   | Der Titel wurde Jeff Jarrett vom damaligen WCW-Commissioner Kevin Nash zuerkannt. |
| —   | Titel vakant             | —   | 6    | 10. April 2000     | Denver, CO               | Monday Nitro                   | Alle WCW-Titel wurden von Eric Bischoff und Vince Russo für vakant erklärt. |
| 82  | Scott Steiner            | 2   | 84   | 16. April 2000     | Chicago, IL              | Spring Stampede (2000)         | Besiegte Sting in einem Turnierfinale um den vakanten Titel. |
| —   | Titel vakant             | —   | 9    | 9. Juli 2000       | Cincinnati, OH           | Souled Out (2000)              | Der Titel wurde Scott Steiner aberkannt, nachdem er in einem Match gegen Mike Awesome den laut Storyline verbotenen Steiner Recliner durchgeführt hatte. |
| 83  | Lance Storm              | 1   | 66   | 18. Juli 2000      | Auburn Hills, MI         | Monday Nitro                   | Besiegte Mike Awesome in einem Turnierfinale um den vakanten Titel. Der Titel wurde von Storm inoffiziell in WCW Canadian Heavyweight Championship umbenannt. |
| 84  | Terry Funk               | 2   | 1    | 22. September 2000 | Amarillo, TX             | Houseshow                      | |
| 85  | Lance Storm              | 2   | 36   | 23. September 2000 | Lubbock, TX              | Houseshow                      | |
| 86  | Gen. Rection             | 1   | 15   | 29. Oktober 2000   | Las Vegas, NV            | Halloween Havoc (2000)         | Besiegte Lance Storm und Jim Duggan in einem Handicap Match. |
| 87  | Lance Storm              | 3   | 13   | 13. November 2000  | London, UK               | Monday Nitro                   | |
| 88  | Gen. Rection             | 2   | 49   | 26. November 2000  | Milwaukee, WI            | Mayhem (2000)                  | |
| 89  | Shane Douglas            | 1   | 22   | 14. Januar 2001    | Indianapolis, IN         | Sin                            | Dies war ein First Blood Chain Match. |
| 90  | Rick Steiner             | 1   | 41   | 5. Februar 2001    | Tupelo, MS               | Monday Nitro                   | |
| 91  | Booker T                 | 1   | 128  | 18. März 2001      | Jacksonville, FL         | Greed                          | Gewann am 26. März 2001 bei der letzten Ausgabe von Monday Nitro zusätzlich die WCW World Heavyweight Championship. Der Titel und andere ausgewählte Vermögenswerte der WCW wurden von der World Wrestling Federation (WWF) erworben. Der Titel wurde später als WCW United States Championship in der WWF verteidigt. |
| 92  | Kanyon                   | 1   | 48   | 24. Juli 2001      | Pittsburgh, PA           | SmackDown                      | Von WCW Champion Booker T und ECW-Eigentümerin Stephanie McMahon verliehen. Ausgestrahlt am 26. Juli 2001. |
| 93  | Tajiri                   | 1   | 13   | 10. September 2001 | San Antonio, TX          | Raw                            | |
| 94  | Rhyno                    | 1   | 29   | 23. September 2001 | Pittsburgh, PA           | Unforgiven (2001)              | |
| 95  | Kurt Angle               | 1   | 21   | 22. Oktober 2001   | Kansas City, MO          | Raw                            | |
| 96  | Edge                     | 1   | 6    | 12. November 2001  | Boston, MA               | Raw                            | |
| —   | Titel vereinigt          | —   | —    | 18. November 2001  | Greensboro, NC           | Survivor Series (2001)         | Edge besiegte den WWF Intercontinental Champion Test in einem Unification-Match. Edge wurde Intercontinental Champion, während die United States Championship deaktiviert wurde. Im Mai 2002 wurde die WWF in World Wrestling Entertainment (WWE) umbenannt.                                                           |
| 97  | Eddie Guerrero           | 2   | 84   | 27. Juli 2003      | Denver, CO               | Vengeance                      | Der Titel wurde als WWE United States Championship und als exklusiver Titel für SmackDown reaktiviert. Guerrero besiegte Chris Benoit im Turnierfinale, um den Titel wiederzubeleben. |
| 98  | Big Show                 | 1   | 147  | 19. Oktober 2003   | Baltimore, MD            | No Mercy                       | |
| 99  | John Cena                | 1   | 114  | 14. März 2004      | East Rutherford, NJ      | WrestleMania XX                | |
| —   | Titel vakant             | —   | 21   | 6. Juli 2004       | Winnipeg, CAN            | SmackDown                      | John Cena wurde der Titel aberkannt, nachdem er in der Storyline SmackDown General Manager Kurt Angle attackiert hatte. |
| 100 | Booker T                 | 2   | 68   | 27. Juli 2004      | Cincinnati, OH           | SmackDown                      | Dies war ein Eight Way Elimination Match, an dem auch John Cena, René Duprée, Kenzo Suzuki, Rob Van Dam, Billy Gunn, Charlie Haas und Luther Reigns beteiligt waren. Ausgestrahlt am 29. Juli 2004. |
| 101 | John Cena                | 2   | 2    | 3. Oktober 2004    | East Rutherford, NJ      | No Mercy                       | Dies war das fünfte Match einer „Best-of-Five“-Serie. |
| 102 | Carlito Caribbean Cool   | 1   | 42   | 5. Oktober 2004    | Boston, MA               | SmackDown                      | Dies war das erste Match von Carlito im Hauptroster. Ausgestrahlt am 7. Oktober 2004. |
| 103 | John Cena                | 3   | 105  | 16. November 2004  | Dayton, OH               | SmackDown                      | Ausgestrahlt am 18. November 2004. |
| 104 | Orlando Jordan           | 1   | 173  | 1. März 2005       | Albany, NY               | SmackDown                      | Ausgestrahlt am 3. März 2004. |
| 105 | Chris Benoit             | 3   | 58   | 21. August 2005    | Washington, D.C.         | SummerSlam (2005)              | |
| 106 | Booker T                 | 3   | 35   | 18. Oktober 2005   | Reno, NV                 | SmackDown                      | Ausgestrahlt am 21. Oktober 2005. |
| —   | Titel vakant             | —   | 49   | 22. November 2005  | Sheffield, UK            | SmackDown                      | Für vakant erklärt, nachdem es bei einer Titelverteidigung gegen Chris Benoit zu einem Doppel-K.O. gekommen war. |
| 107 | Booker T                 | 4   | 40   | 10. Januar 2006    | Philadelphia, PA         | SmackDown                      | Besiegte Chris Benoit in einer „Best-of-Seven“-Serie. Nachdem Booker T die ersten drei Matches gewonnen hatte, wurde er verletzungsbedingt durch Randy Orton vertreten, der die folgenden drei Matches verlor. Das siebte Match gewann Booker T schließlich. Ausgestrahlt am 13. Januar 2006.                          |
| 108 | Chris Benoit             | 4   | 42   | 19. Februar 2006   | Baltimore, MD            | No Way Out                     | |
| 109 | JBL                      | 1   | 51   | 2. April 2006      | Chicago, IL              | WrestleMania 22                | |
| 110 | Bobby Lashley            | 1   | 49   | 23. Mai 2006       | Bakersfield, CA          | SmackDown                      | Ausgestrahlt am 26. Mai 2006. |
| 111 | Finlay                   | 1   | 049  | 11. Juli 2006      | Minneapolis, MN          | SmackDown                      | Ausgestrahlt am 14. Juli 2006. |
| 112 | Mr. Kennedy              | 1   | 42   | 29. August 2006    | Reading, PA              | SmackDown                      | Dies war ein Triple Threat Match, an dem auch Bobby Lashley beteiligt war. Ausgestrahlt am 1. September 2006. |
| 113 | Chris Benoit             | 5   | 222  | 10. Oktober 2006   | Jacksonville, FL         | SmackDown                      | Ausgestrahlt am 13. Oktober 2006. |
| 114 | Montel Vontavious Porter | 1   | 343  | 20. Mai 2007       | St. Louis, MO            | Judgment Day (2007)            | Dies war ein Two out of Three Falls Match, welches MVP mit 2:0 gewann. |
| 115 | Matt Hardy               | 1   | 84   | 27. April 2008     | Baltimore, MD            | Backlash (2008)                | Der Titel wechselte zu ECW, nachdem Matt Hardy beim WWE Draft 2008 zu ECW gedraftet worden war. |
| 116 | Shelton Benjamin         | 1   | 240  | 20. Juli 2008      | Uniondale, NY            | The Great American Bash (2008) | Der Titel wechselte zurück zu SmackDown, weil Shelton Benjamin dem SmackDown-Roster angehörte. |
| 117 | Montel Vontavious Porter | 2   | 76   | 17. März 2009      | Corpus Christi, TX       | SmackDown                      | Ausgestrahlt am 20. März 2009. Der Titel wechselte am 13. April zu Raw, nachdem MVP beim WWE Draft 2009 zu Raw gedraftet worden war. |
| 118 | Kofi Kingston            | 1   | 126  | 1. Juni 2009       | Birmingham, AL           | Raw                            | |
| 119 | The Miz                  | 1   | 224  | 5. Oktober 2009    | Wilkes-Barre, PA         | Raw                            | |
| 120 | Bret Hart                | 5   | 7    | 17. Mai 2010       | Toronto, ON              | Raw                            | Dies war ein No Disqualification No Count Out Match. |
| —   | Titel vakant             | —   | <1   | 24. Mai 2010       | Toledo, OH               | Raw                            | Vakant, da Bret Hart zum General Manager von Raw erklärt worden war. |
| 121 | R-Truth                  | 1   | 21   | 24. Mai 2010       | Toledo, OH               | Raw                            | Besiegte The Miz in einem Match um den vakanten Titel. |
| 122 | The Miz                  | 2   | 97   | 14. Juni 2010      | Charlotte, NC            | Raw                            | Besiegte R-Truth in einem Fatal Four Way Match, an dem auch John Morrison und Zack Ryder beteiligt waren. |
| 123 | Daniel Bryan             | 1   | 176  | 19. September 2010 | Chicago, IL              | Night of Champions (2010)      | |
| 124 | Sheamus                  | 1   | 48   | 14. März 2011      | St. Louis, MO            | Raw                            | Bei einer Niederlage von Sheamus hätte er die WWE verlassen müssen. Der Titel wechselte am 26. April zu SmackDown, nachdem Sheamus beim WWE Draft 2011 zu SmackDown gedraftet worden war. |
| 125 | Kofi Kingston            | 2   | 49   | 1. Mai 2011        | Tampa, FL                | Extreme Rules                  | Dies war ein Tables Match. Der Titel wechselte damit zurück zu Raw. |
| 126 | Dolph Ziggler            | 1   | 182  | 19. Juni 2011      | Washington, D.C.         | Capitol Punishment             | Am 29. August 2011 Endete der erste Brand-Split. Der Champion konnte sowohl bei Raw als auch bei SmackDown auftreten. |
| 127 | Zack Ryder               | 1   | 29   | 18. Dezember 2011  | Baltimore, MD            | Tables, Ladders & Chairs       | |
| 128 | Jack Swagger             | 1   | 49   | 16. Januar 2012    | Anaheim, CA              | Raw                            | |
| 129 | Santino Marella          | 1   | 167  | 5. März 2012       | Boston, MA               | Raw                            | |
| 130 | Cesaro                   | 1   | 239  | 19. August 2012    | Los Angeles, CA          | SummerSlam                     | |
| 131 | Kofi Kingston            | 3   | 34   | 16. April 2013     | Greenville, SC           | Raw                            | |
| 132 | Dean Ambrose             | 1   | 351  | 19. Mai 2013       | St. Louis, MO            | Extreme Rules                  | |
| 133 | Sheamus                  | 2   | 182  | 5. Mai 2014        | Albany, NY               | Raw                            | Gewann eine 20 Men Battle Royal um den Titel. |
| 134 | Rusev                    | 1   | 146  | 3. November 2014   | Buffalo, NY              | Raw                            | |
| 135 | John Cena                | 4   | 147  | 29. März 2015      | Santa Clara, CA          | WrestleMania 31                | |
| 136 | Seth Rollins             | 1   | 28   | 23. August 2015    | Brooklyn, NY             | Summerslam                     | Dies war ein Winner-Take-All-Match, bei dem die WWE World Heavyweight Championship von Seth Rollins ebenfalls auf dem Spiel stand. |
| 137 | John Cena                | 5   | 35   | 20. September 2015 | Houston, TX              | Night of Champions             | |
| 138 | Alberto Del Rio          | 1   | 78   | 25. Oktober 2015   | Los Angeles, CA          | Hell in a Cell                 | |
| 139 | Kalisto                  | 1   | 1    | 11. Januar 2016    | New Orleans, LA          | Raw                            | |
| 140 | Alberto Del Rio          | 2   | 12   | 12. Januar 2016    | Lafayette, LA            | SmackDown                      | Ausgestrahlt am 14. Januar 2016. |
| 141 | Kalisto                  | 2   | 119  | 24. Januar 2016    | Orlando, FL              | Royal Rumble                   | |
| 142 | Rusev                    | 2   | 126  | 22. Mai 2016       | Newark, NJ               | Extreme Rules                  | Nach der Wiedereinführung des Brand-Splits wechselte der Titel am 30. Juni 2005 zu Raw, nachdem Rusev zu Raw gedraftet wurde. |
| 143 | Roman Reigns             | 1   | 106  | 25. September 2016 | Indianapolis, IN         | Clash of Champions             | |
| 144 | Chris Jericho            | 1   | 83   | 9. Januar 2017     | New Orleans, LA          | Raw                            | Chris Jericho trat an der Seite von Kevin Owens in einem Handicap-Match an und erzielte den entscheidenden Pinfall. |
| 145 | Kevin Owens              | 1   | 28   | 2. April 2017      | Orlando, FL              | WrestleMania 33                | Am 11. April 2017 wechselte der Titel zu SmackDown, nachdem Owens von Raw zu SmackDown gedraftet wurde. |
| 146 | Chris Jericho            | 2   | 2    | 30. April 2017     | San José, CA             | Payback                        | Durch den Titelgewinn wechselte Jericho von Raw zu SmackDown. |
| 147 | Kevin Owens              | 2   | 66   | 2. Mai 2017        | Fresno, CA               | SmackDown                      | |
| 148 | AJ Styles                | 1   | 16   | 7. Juli 2017       | New York City, NY        | Houseshow                      | |
| 149 | Kevin Owens              | 3   | 2    | 23. Juli 2017      | Philadelphia, PA         | Battleground                   | |
| 150 | AJ Styles                | 2   | 75   | 25. Juli 2017      | Richmond, VA             | SmackDown                      | Dies war ein Triple Threat Match, an dem auch Chris Jericho beteiligt war. |
| 151 | Baron Corbin             | 1   | 70   | 8. Oktober 2017    | Detroit, MI              | Hell In A Cell                 | Dies war ein Triple Threat Match, an dem auch Tye Dillinger beteiligt war. |
| 152 | Dolph Ziggler            | 2   | 9    | 17. Dezember 2017  | Boston, MA               | Clash of Champions             | Dies war ein Triple Threat Match, an dem auch Robert Roode beteiligt war. |
| —   | Titel vakant             | —   | 21   | 26. Dezember 2017  | Chicago, IL              | SmackDown                      | SmackDown General Manager Daniel Bryan erklärte den Titel für vakant, nachdem Ziggler den Titelgürtel im Ring zurückgelassen hatte. |
| 153 | Robert Roode             | 1   | 54   | 16. Januar 2018    | Laredo, TX               | SmackDown                      | Besiegte Jinder Mahal in einem Turnierfinale um den vakanten Titel. |
| 154 | Randy Orton              | 1   | 28   | 11. März 2018      | Columbus, OH             | Fastlane                       | |
| 155 | Jinder Mahal             | 1   | 8    | 8. April 2018      | New Orleans, LA          | WrestleMania 34                | Dies war ein Fatal Four Way Match, an dem auch Robert Roode und Rusev beteiligt waren. Am 16. April 2018 wechselte der Titel zu Raw, nachdem Mahal von SmackDown zu Raw gedraftet wurde. |
| 156 | Jeff Hardy               | 1   | 90   | 16. April 2018     | Hartford, CT             | Raw                            | Am 17. April 2018 wechselte der Titel zurück zu SmackDown, nachdem Hardy von Raw zu SmackDown gedraftet wurde. |
| 157 | Shinsuke Nakamura        | 1   | 156  | 15. Juli 2018      | Pittsburgh, PA           | Extreme Rules                  | |
| 158 | Rusev                    | 3   | 40   | 18. Dezember 2018  | Fresno, CA               | SmackDown                      | Ausgestrahlt am 25. Dezember 2018. |
| 159 | Shinsuke Nakamura        | 2   | 2    | 27. Januar 2019    | Phoenix, AZ              | Royal Rumble                   | |
| 160 | R-Truth                  | 2   | 35   | 29. Januar 2019    | Phoenix, AZ              | SmackDown                      | |
| 161 | Samoa Joe                | 1   | 75   | 5. März 2019       | Wilkes-Barre, PA         | SmackDown                      | Dies war ein Fatal Four Way Match, an dem auch Rey Mysterio und Andrade beteiligt waren. Am 22. April 2019 wechselte der Titel zu Raw, nachdem Joe von SmackDown zu Raw gedraftet wurde. |
| 162 | Rey Mysterio             | 1   | 15   | 19. Mai 2019       | Hartford, CT             | Money in the Bank              | |
| 163 | Samoa Joe                | 2   | 20   | 3. Juni 2019       | Austin, TX               | Raw                            | Mysterio gab den Titel freiwillig an Joe zurück, da er sich eine Schulterverletzung zugezogen hatte und der Titelsieg bei Money in the Bank umstritten war. |
| 164 | Ricochet                 | 1   | 21   | 23. Juni 2019      | Tacoma, WA               | Stomping Grounds               | |
| 165 | AJ Styles                | 3   | 134  | 14. Juli 2019      | Philadelphia, PA         | Extreme Rules                  | |
| 166 | Rey Mysterio             | 2   | 31   | 25. November 2019  | Chicago, IL              | Raw                            | |
| 167 | Andrade                  | 1   | 151  | 26. Dezember 2019  | New York City, NY        | Houseshow                      | |
| 168 | Apollo Crews             | 1   | 97   | 25. Mai 2020       | Orlando, FL              | Raw                            | |
| 169 | Bobby Lashley            | 2   | 175  | 30. August 2020    | Orlando, FL              | Payback                        | Bei der Raw-Ausgabe vom 6. Juli hatte MVP einen neuen Titelgürtel eingeführt und nach 17 Jahren das erste Titeldesign der WWE-Version ersetzt. |
| 170 | Riddle                   | 1   | 49   | 21. Februar 2021   | Saint Petersburg, FL     | Elimination Chamber            | Dies war ein Triple-Threat-Match, an dem auch John Morrison beteiligt war. |
| 171 | Sheamus                  | 3   | 132  | 11. April 2021     | Tampa, FL                | WrestleMania 37                | |
| 172 | Damian Priest            | 1   | 191  | 21. August 2021    | Las Vegas, NV            | SummerSlam                     | |
| 173 | Finn Bálor               | 1   | 49   | 28. Februar 2022   | Columbus, Ohio           | Raw                            | |
| 174 | Theory                   | 1   | 75   | 18. April 2022     | Buffalo, New York        | Raw                            | |
| 175 | Bobby Lashley            | 3   | 100  | 2. Juli 2022       | Las Vegas, Nevada        | Money in the Bank              | |
| 176 | Seth Rollins             | 2   | 47   | 10. Oktober 2022   | Brooklyn, New York       | Raw                            | Am 7. November 2022 löste Austin Theory erfolglos seinen Money-In-The-Bank-Vertrag ein. |
| 177 | Austin Theory            | 2   | 257  | 26. November 2022  | Boston, Massachusetts    | Survivor Series WarGames       | Dies war ein Triple-Threat-Match, an dem auch Bobby Lashley beteiligt war. Am 1. Mai 2023 wechselte der Titel zu SmackDown, nachdem Theory von Raw zu SmackDown gedraftet wurde. |
| 178 | Rey Mysterio             | 3   | 84   | 11. August 2023    | Calgary, Alberta, Kanada | SmackDown                      | |
| 179 | Logan Paul               | 1   | 273  | 4. November 2023   | Riad, Saudi-Arabien      | Crown Jewel                    | |
| 180 | LA Knight                | 1   | 118  | 3. August 2024     | Cleveland, Ohio          | SummerSlam                     | |
| 181 | Shinsuke Nakamura        | 3   | 97   | 30. November 2024  | Vancouver, Kanada        | Survivor Series: WarGames      | |
| 182 | LA Knight                | 2   | 44   | 7. März 2025       | Philadelphia, PA         | SmackDown                      | |
| 183 | Jacob Fatu               | 1   | 38   | 19. April 2025     | Las Vegas, NV            | Wrestlemania 41                | |

## Regentschaften – absolut

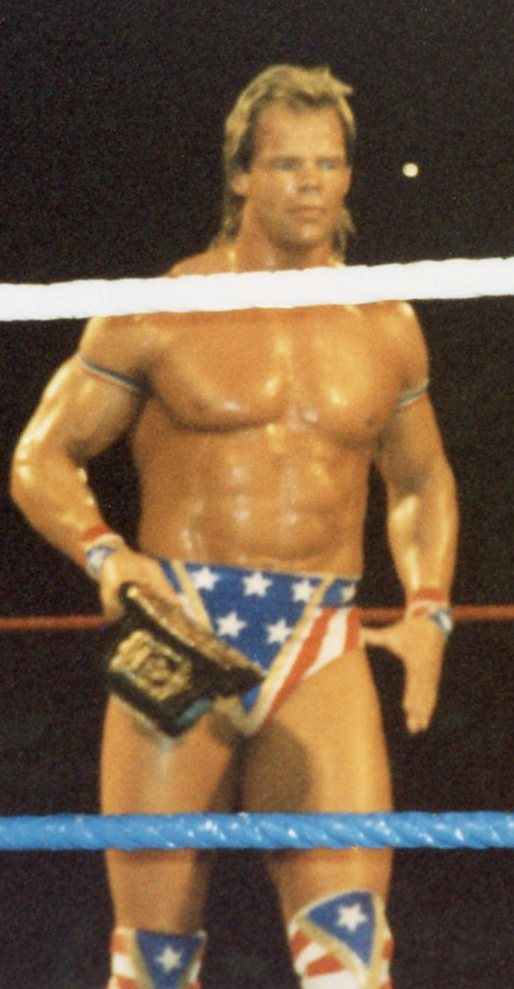
Lex Luger hielt den Titel fünfmal für insgesamt 950 Tage.

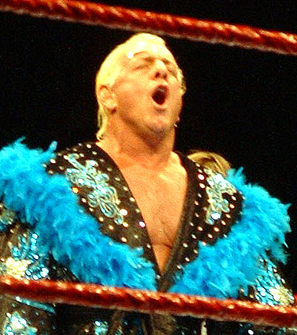
Ric Flair hielt den Titel fünfmal für insgesamt 709 Tage

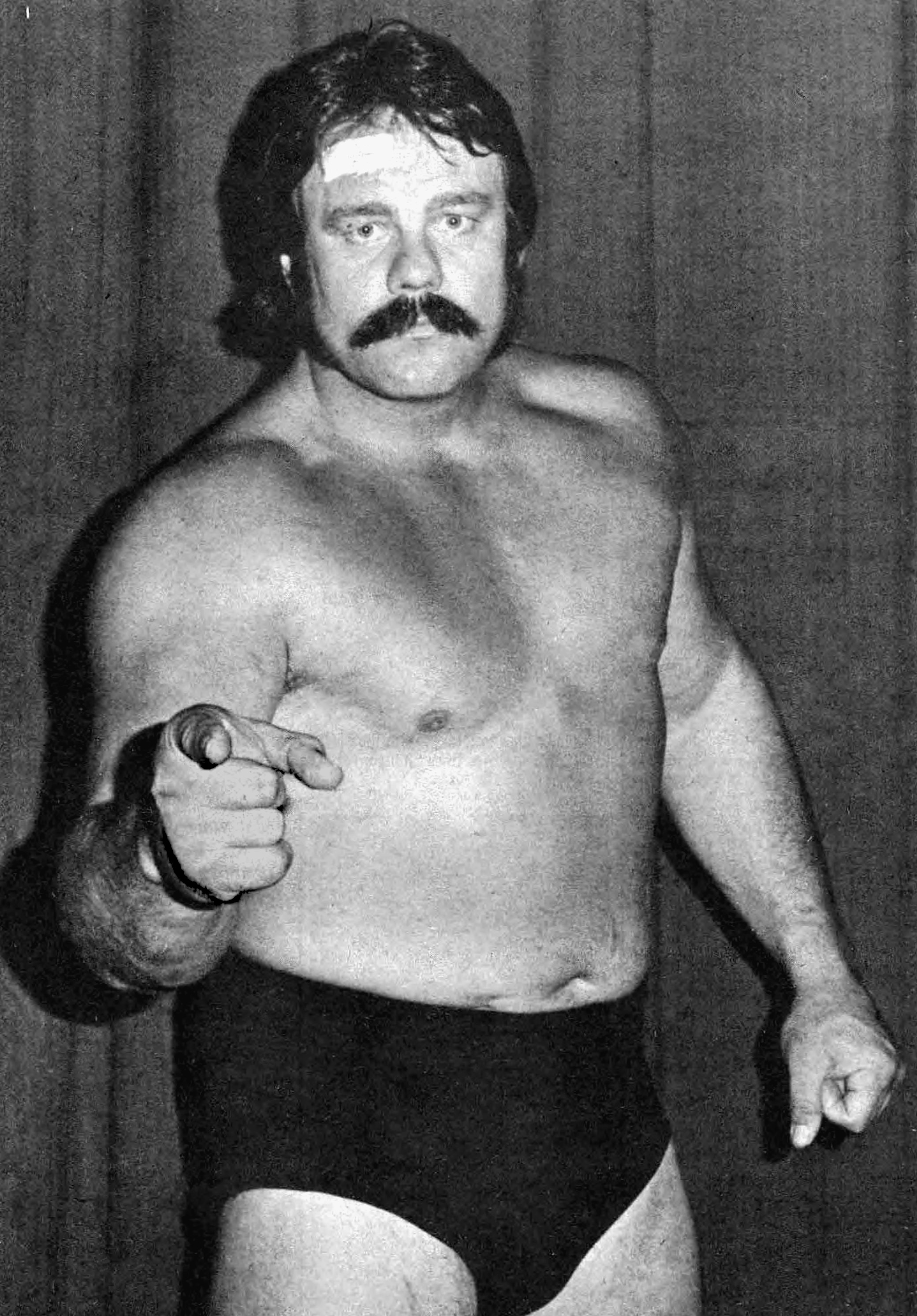
Blackjack Mulligan hielt den Titel dreimal für insgesamt 500 Tage

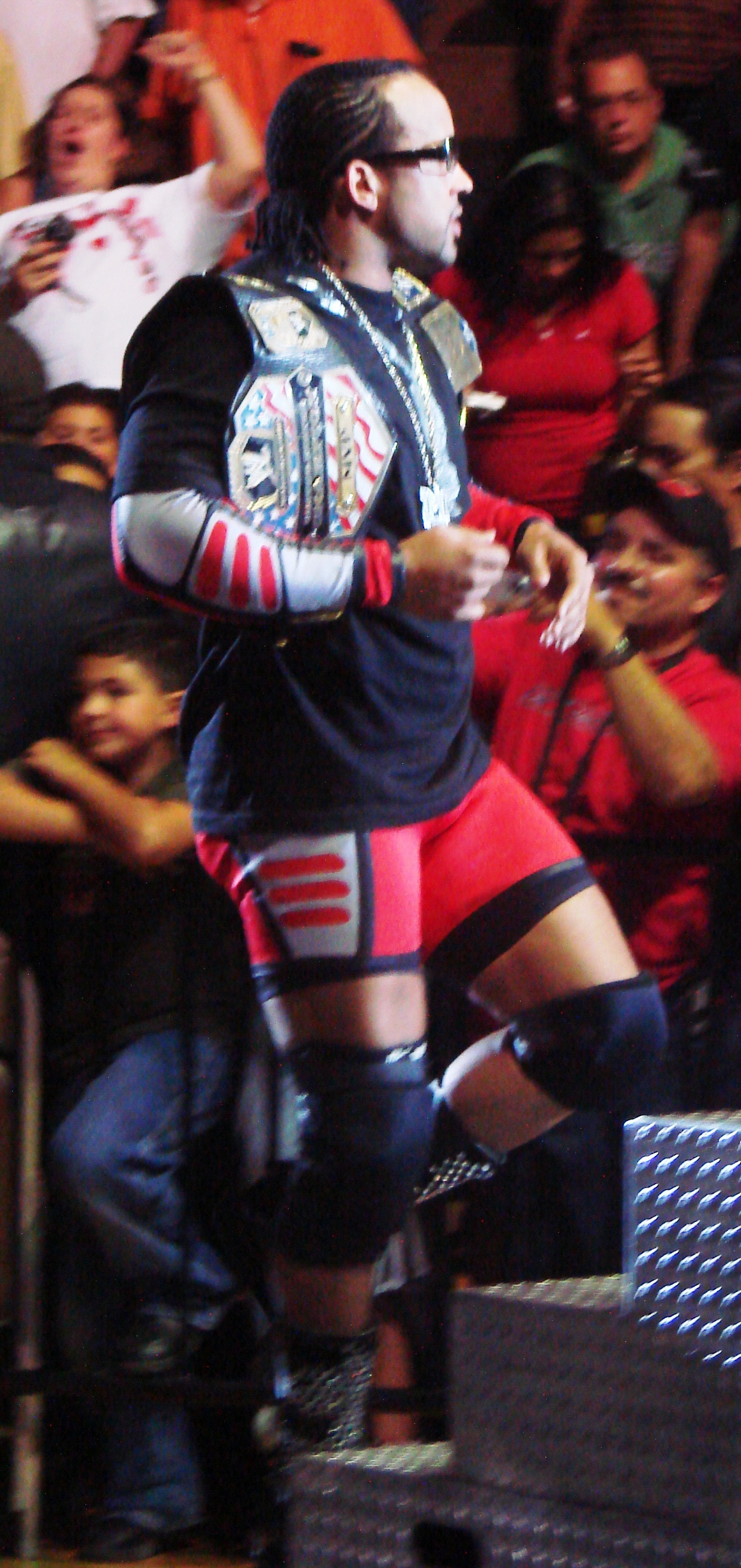
MVP hielt den Titel zweimal für insgesamt 419 Tage

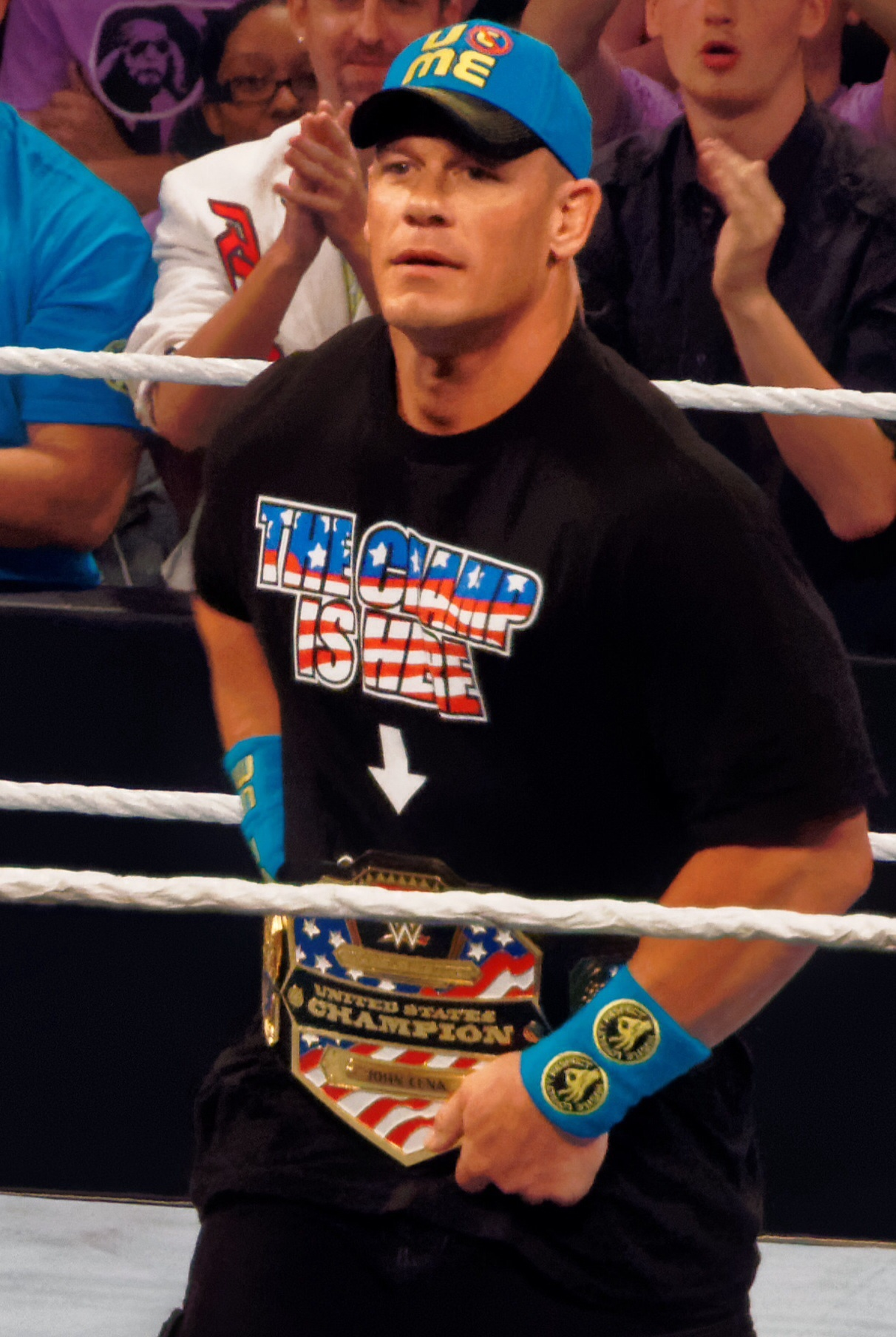
John Cena hielt den Titel fünfmal für insgesamt 403 Tage

| #   | Titelträger              | Nr. | Tage |
| --- | ------------------------ | --- | ---- |
| 1   | Lex Luger                | 5   | 950  |
| 2   | Ric Flair                | 5   | 709  |
| 3   | Blackjack Mulligan       | 3   | 500  |
| 4   | Montel Vontavious Porter | 2   | 419  |
| 5   | John Cena                | 5   | 403  |
| 6   | Greg Valentine           | 2   | 392  |
| 7   | Rick Rude                | 1   | 378  |
| 8   | Sheamus                  | 3   | 362  |
| 9   | Chris Benoit             | 5   | 357  |
| 10  | Dean Ambrose             | 1   | 351  |
| 11  | Austin Theory            | 2   | 332  |
| 12  | Nikita Koloff            | 1   | 328  |
| 13  | Bobby Lashley            | 3   | 324  |
| 14  | The Miz                  | 2   | 321  |
| 15  | Rusev                    | 3   | 312  |
| 16  | Sgt. Slaughter           | 2   | 305  |
| 17  | Magnum T.A.              | 2   | 302  |
| 18  | Wahoo McDaniel           | 5   | 296  |
| 19  | Barry Windham            | 1   | 283  |
| 20  | Logan Paul               | 1   | 273  |
| 21  | Booker T                 | 4   | 271  |
| 22  | Ricky Steamboat          | 4   | 265  |
| 23  | Shinsuke Nakamura        | 3   | 255  |
| 24  | Steve Austin             | 2   | 240  |
| 24  | Shelton Benjamin         | 1   | 240  |
| 26  | Cesaro                   | 1   | 239  |
| 27  | Sting                    | 2   | 234  |
| 28  | Jimmy Snuka              | 1   | 231  |
| 29  | Dustin Rhodes            | 2   | 229  |
| 30  | AJ Styles                | 3   | 225  |
| 31  | Roddy Piper              | 3   | 220  |
| 32  | Kofi Kingston            | 3   | 209  |
| 33  | Dolph Ziggler            | 2   | 191  |
| 33  | Damian Priest            | 1   | 191  |
| 35  | Bret Hart                | 5   | 186  |
| 36  | Jeff Jarrett             | 3   | 184  |
| 37  | Harley Race              | 1   | 183  |
| 38  | Daniel Bryan             | 1   | 176  |
| 39  | Orlando Jordan           | 1   | 173  |
| 40  | Scott Steiner            | 2   | 169  |
| 41  | Santino Marella          | 1   | 167  |
| 42  | Eddie Guerrero           | 2   | 161  |
| 43  | Konnan                   | 1   | 160  |
| 44  | Andrade                  | 1   | 151  |
| 45  | Paul Jones               | 2   | 150  |
| 46  | Diamond Dallas Page      | 2   | 147  |
| 46  | Big Show                 | 1   | 147  |
| 48  | Dusty Rhodes             | 1   | 141  |
| 49  | Rey Mysterio             | 3   | 130  |
| 49  | Tully Blanchard          | 1   | 130  |
| 51  | Dick Slater              | 1   | 129  |
| 52  | LA Knight                | 2   | 280+ |
| 53  | Kalisto                  | 2   | 120  |
| 54  | Lance Storm              | 3   | 118  |
| 55  | Roman Reigns             | 1   | 106  |
| 56  | Curt Hennig              | 1   | 104  |
| 57  | Jim Duggan               | 1   | 100  |
| 58  | Apollo Crews             | 1   | 97   |
| 59  | Kevin Owens              | 3   | 96   |
| 60  | Samoa Joe                | 2   | 95   |
| 61  | Johnny Valentine         | 1   | 93   |
| 62  | Alberto Del Rio          | 2   | 90   |
| 62  | Jeff Hardy               | 1   | 90   |
| 64  | Big Van Vader            | 1   | 88   |
| 65  | Chris Jericho            | 2   | 85   |
| 65  | Dean Malenko             | 1   | 85   |
| 67  | Matt Hardy               | 1   | 84   |
| 68  | Goldberg                 | 2   | 78   |
| 69  | Seth Rollins             | 2   | 75   |
| 70  | Baron Corbin             | 1   | 70   |
| 71  | Scott Hall               | 2   | 66   |
| 72  | Gen. Rection             | 2   | 61   |
| 73  | R-Truth                  | 2   | 56   |
| 74  | Bobby Roode              | 1   | 54   |
| 75  | John Layfield            | 1   | 51   |
| 76  | Stan Hansen              | 1   | 50   |
| 77  | Finlay                   | 1   | 49   |
| 77  | Jack Swagger             | 1   | 49   |
| 77  | Riddle                   | 1   | 49   |
| 77  | Finn Bálor               | 1   | 49   |
| 81  | Chris Kanyon             | 1   | 48   |
| 82  | Kensuke Sasaki           | 1   | 44   |
| 83  | Carlito                  | 1   | 42   |
| 83  | Mr. Kennedy              | 1   | 42   |
| 83  | Sid Vicious              | 1   | 42   |
| 86  | Rick Steiner             | 1   | 41   |
| 87  | Jakob Fatu               | 1   | 38+  |
| 88  | David Flair              | 1   | 35   |
| 89  | One Man Gang             | 1   | 33   |
| 90  | Rhyno                    | 1   | 29   |
| 90  | Zack Ryder               | 1   | 29   |
| 92  | Randy Orton              | 1   | 28   |
| 93  | Steve McMichael          | 1   | 25   |
| 94  | Bobo Brazil              | 1   | 22   |
| 94  | Shane Douglas            | 1   | 22   |
| 95  | Kurt Angle               | 1   | 21   |
| 95  | Mr. Wrestling            | 1   | 21   |
| 95  | Ricochet                 | 1   | 21   |
| 98  | Terry Funk               | 2   | 19   |
| 99  | Michael Hayes            | 1   | 15   |
| 100 | Tajiri                   | 1   | 13   |
| 101 | Jinder Mahal             | 1   | 8    |
| 102 | Edge                     | 1   | 6    |
| 103 | Raven                    | 1   | 1    |